# 虹のかけら
「虹のかけら」（にじのかけら）は、昆夏美の楽曲。川嶋あいが作詞・作曲を手掛けた。
本曲は、テレビアニメ『一週間フレンズ。』のオープニングテーマに起用された清涼感のある曲。初披露は2014年3月22日と3月23日に東京ビッグサイトで開催されたAnimeJapan 2014にて行われた。
昆の3枚目のシングルとして2014年5月21日にTOHO animation RECORDSから発売された。昆のシングルとしては前作「PROMPT」から9か月ぶりのリリースとなる。ジャケットには同アニメのヒロインである藤宮香織が描かれている。

## シングル収録内容
| 全編曲: 宮崎誠。 |                                 |            |       |
| #                | タイトル                        | 作詞・作曲 | 時間  |
| 1.               | 「虹のかけら」                  | 川嶋あい   | 4:19  |
| 2.               | 「ギフト」                      | 宮崎誠     | 3:47  |
| 3.               | 「虹のかけら （Instrumental）」 |            | 4:19  |
| 4.               | 「ギフト（Instrumental）」      |            | 3:42  |
| 合計時間:        | 合計時間:                       | 合計時間:  | 16:07 |

## 演奏
虹のかけら
- 宮崎誠：Guitar, Programming
- 矢野小百合：Strings

ギフト
- 宮崎誠：Guitar, Programming

## チャート
| チャート（2014年）                                 | 最高位 |
| -------------------------------------------------- | ------ |
| オリコン                                           | 22     |
| Billboard JAPAN Hot 100                            | 29     |
| Billboard JAPAN Hot Animation                      | 9      |
| Billboard JAPAN Hot Singles Sales                  | 20     |
| Billboard JAPAN Top Independent Albums and Singles | 6      |